# 英会話上級
『英会話上級』（えいかいわじょうきゅう）は、NHKラジオ第2放送で放送された、NHK各国語学講座のひとつ。2006年度までは6ヶ月単位で講師や放送内容が変わっていたが、2007年度は通年になっている。
NHKの英会話講座に独自につけられているレベルの目安で、レベル5（高校卒業レベル）と位置づけられている。
1994年度から1997年度までNHK教育テレビジョンで放送された『英会話上級 インタビューを楽しむ』、『英会話上級 ザ・インタビュー』とは異なる。

## 放送時間
月曜日・水曜日・金曜日が本放送で、火曜日・木曜日・土曜日は前日の再放送となる。
- 月 - 土
  - 午前 11時40分 - 11時55分
  - 午後 11時00分 - 11時15分
- 火・木・土
  - 午後 9時15分 - 9時30分

## 放送内容

### 2005年4月 - 2005年9月
講師：マーシャ・クラッカワー（聖心女子大学教授）

### 2005年10月 - 2006年3月
講師：高本裕迅（白百合女子大学教授）

### 2006年4月 - 2006年9月
講師：遠山顕（COMUNICA, Inc.（コミュニカ）代表）

### 2006年10月 - 2007年3月
講師：霜崎實（慶應義塾大学教授）

### 2007年4月 - 2008年3月
講師：立山利治（国際武道大学教授）